# Лани (Красницький повіт)
Лани (пол. Łany) — село в Польщі, у гміні Госцерадув Красницького повіту Люблінського воєводства.
Населення — 552 особи (2011).
У 1975-1998 роках село належало до Тарнобжезького воєводства.

## Демографія
Демографічна структура станом на 31 березня 2011 року:
|          | Загалом | Допрацездатний вік | Працездатний вік | Постпрацездатний вік |
| -------- | ------- | ------------------ | ---------------- | -------------------- |
| Чоловіки | 274     | 58                 | 179              | 37                   |
| Жінки    | 278     | 44                 | 166              | 68                   |
| Разом    | 552     | 102                | 345              | 105                  |